# Епархия Тарнува
 Епархия Тарнува  (лат. Dioecesis Tarnoviensis) — епархия Римско-Католической церкви с центром в городе Тарнув, Польша. Епархия Тарнува входит в митрополию Кракова. Кафедральным собором епархии Тарнува является церковь Успения Пресвятой Девы Марии.

## История
13 марта 1786 года Римский папа Пий VI издал буллу «In suprema Beati Petri», которой учредил епархию Тарнува. Этой буллой Пий VI признал созданную 20 сентября 1783 года одноимённую епархию, которая была образована императором Иосифом II.
В 1795 году кафедра епархии была перенесена в Кельце. 24 сентября 1805 года Римский папа Пий VII выпустил буллу «Operosa atque indefessa», которой упразднил епархию Тарнува, передав её территорию епархии Кракова и епархии Пшемысля.
20 сентября 1821 года Римский папа Пий VII издал буллу «Studium paterni affectus», которой учредил епархию Тынеца. 23 апреля 1826 года кафедра епархии Тынеца была переведена в Тарнув буллой «Sedium episcopalium translations» Римского папы Льва XII.
28 октября 1925 года Римский папа Пий XI выпустил буллу «Vixdum Poloniae unitas», которой изменил границы епархии Тарнува.
25 марта 1992 года Римский папа Иоанн Павел II издал буллу Totus tuus Poloniae populus, которой передал часть территории епархии Тарнува новой епархии Жешува.

## Ординарии епархии
- епископ Флориан Аманд Яновский из Янувки (3.04.1786 — 1801);
- епископ Грегориус Томас Циглер (5.02.1822 — 25.06.1827) — назначен епископом Линца;
- епископ Фердинанд Мария фон Хотек (30.09.1831 — 24.02.1832) — назначен архиепископом Оломоуца;
- епископ Францишек де Паула Пиштек (24.02.1832 — 1.02.1836) — назначен архиепископом Львова;
- епископ Францишек Ксаверий Захариасевич (1.02.1836 — 13.07.1840) — назначен епископом Пшемысля;
- епископ Юзеф Гжегож Войтарович (13.07.1840 — 15.07.1850);
- епископ Юзеф Алоизий Пукальский (15.03.1852 — 5.01.1885);
- епископ Игнаций Лобос (1886 — 15.04.1900);
- епископ Леон Валенга (15.04.1901 — 4.05.1932);
- епископ Францишек Лисовский (27.01.1933 — 1939);
- епископ Ян Степа (4.03.1946 — 28.05.1959);
- епископ Ежи Кароль Аблевич (26.02.1962 — 31.03.1990)
- епископ Юзеф Жициньский (29.09.1990 — 14.06.1997) — назначен архиепископом Люблина;
- епископ Виктор Скворц (13.12.1997 — 29.10.2011) — назначен архиепископом Катовице;
- епископ Анджей Еж (12.05.2012 — по настоящее время).

## Источник
- Annuario Pontificio, Libreria Editrice Vaticana, Città del Vaticano, 2003, ISBN 88-209-7422-3

- Булла Studium paterni affectus, Bullarii romani continuatio, XV, Romae ,1853, стр. 449—451  (лат.)
- Булла Sedium episcopalium translationes, Bullarii romani continuatio, XVI, Romae 1854, стр. 422—442  (лат.)